# Cornetto (helado)
Cornetto es un helado de la marca Heartbrand de Unilever. Fue creada en la Ciudad de Nápoles (Italia) por una compañía local en 1959.
En los años 70, Unilever compró la patente y comenzó a comercializar el producto en todo el mundo bajo la marca Heartbrand, que también produce otros tipos de helados.